# Peyrolles (Gard)
Peyrolles è un comune francese di 40 abitanti situato nel dipartimento del Gard, nella regione dell'Occitania.
Il comune si è chiamato Peyroles, fino al 7 luglio 2006.

## Società

### Evoluzione demografica
Abitanti censiti